# Bernhard Reitshammer
Bernhard Reitshammer (7 giugno 1994) è un nuotatore austriaco, specializzato negli stili rana dorso e misti.

## Biografia
Ha rappresentato la nazionale austriaca in diverse manifestazioni internazionali, inclusi i Giochi olimpici estivi di Tokyo 2020, in cui è stato eliminato in batteria nelle specialità dei 100 metri rana, 200 metri misti e 100 metri dorso, rispettivamente con il 30º, 32º e 35º tempo.
Agli europei in vasca corta di Kazan' 2021 ha vinto la medaglia di bronzo nei 100 metri misti, grazie al tempo di 51"91, chiudendo alle spalle dell'italiano Marco Orsi (50"95) e del greco Andreas Vazaios (51"72).
Agli europei di Roma 2022 ha ottenuto la medaglia di bronzo nella staffetta 4x100 m misti, assieme ai connazionali Valentin Bayer e Simon Bucher e Heiko Gigler. Agli europei in vasca corta di Otopeni 2023 si è invece aggiudicato la medaglia d'oro nei 100 metri misti. Agli europei di Belgrado del 2024 sale sul gradino più alto del podio nella staffetta 4x100 metri misti.

## Palmarès
- Mondiali in vasca corta

Budapest 2024: argento nei 100m misti.
- Europei

Roma 2022: bronzo nella 4x100m misti.
Belgrado 2024: oro nella 4x100m misti.
- Europei in vasca corta

Kazan' 2021: bronzo nei 100m misti.
Otopeni 2023: oro nei 100m misti.